# Landgoed Terworm
Landgoed Terworm is een natuurgebied van 90 ha in het dal van de Geleenbeek te Heerlen.
Dit gebied wordt beheerd door de Vereniging Natuurmonumenten en ligt nabij het Kasteel Terworm en omvat eiken-beukenbos, afgewisseld met graslanden, hagen en bossages. In het gebied zijn hoogteverschillen: delen zijn moerassig en andere delen zijn droger. Ook de ruïne van Kasteel Eyckholt ligt in dit gebied.
Aan de driesprong van de Eikendermolenweg met de Koekoeksweg en de weg Terworm staat een plataan uit de tweede helft van de 18e eeuw met een stamomtrek van 5,65 meter. Deze boom wordt ook wel de 'eik' van Terworm genoemd.

## Flora en fauna
Van de vogels worden genoemd: torenvalk, appelvink, geelgors en putter, en daarnaast ijsvogel, grauwe vliegenvanger, koekoek, patrijs en veldleeuwerik. Van de zoogdieren zijn das en ree aanwezig.
Vlinders zijn onder meer: iepenpage, oranjetipje, koninginnepage, kleine vuurvlinder, icarusblauwtje en boomblauwtje. Verder is de zeggekorfslak er te vinden.
De plantengroei omvat: witte munt, ijzerhard, aardaker, kruidvlier, ratelaar, beemdkroon, klavervreter en keverorchis.